# Geranium maximowiczii
Geranium maximowiczii är en näveväxtart som beskrevs av Eduard August von Regel och Maack in Regel. Geranium maximowiczii ingår i släktet nävor, och familjen näveväxter. Inga underarter finns listade i Catalogue of Life.